# Валенсуела-де-Калатрава
Валенсуела-де-Калатрава (ісп. Valenzuela de Calatrava) — муніципалітет в Іспанії, у складі автономної спільноти Кастилія-Ла-Манча, у провінції Сьюдад-Реаль. Населення — 782 особи (2010).
Муніципалітет розташований на відстані близько 170 км на південь від Мадрида, 20 км на південний схід від Сьюдад-Реаля.

## Демографія
Динаміка населення (INE ):